# Saint Helier
|  | Aquest article tracta sobre la ciutat de l'illa de Jersey. Si cerqueu el municipi francès, vegeu «Saint-Hélier». |

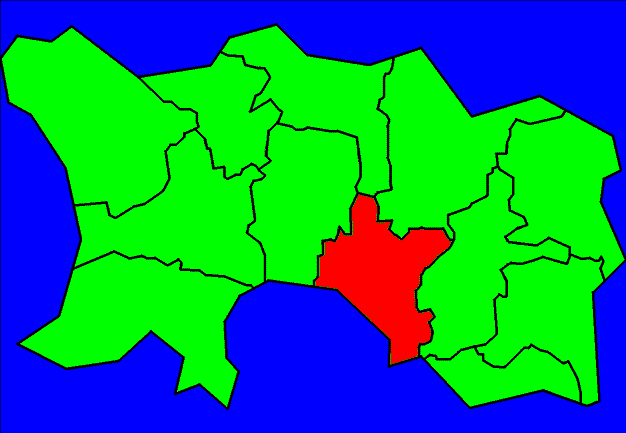
Localització de la parish de Saint Helier

Saint Helier (en jerseiès: St Hélyi) és una de les dotze parròquies, i la ciutat principal de Jersey, la més gran de les Illes Anglonormandes en el Canal de la Mànega. Té una població de 28.000, i és la capital de l'illa (encara que la seu de govern es troba a Saint Saviour).
La parròquia té una extensió de 5,738 vergées (10.6 km²; 4.1), el 9% del total de l'illa. L'escut de l'illa són dues destrals d'or creuades en un fons blau, que simbolitzen el martiri d'Helier i el mar.

## Subdivisions

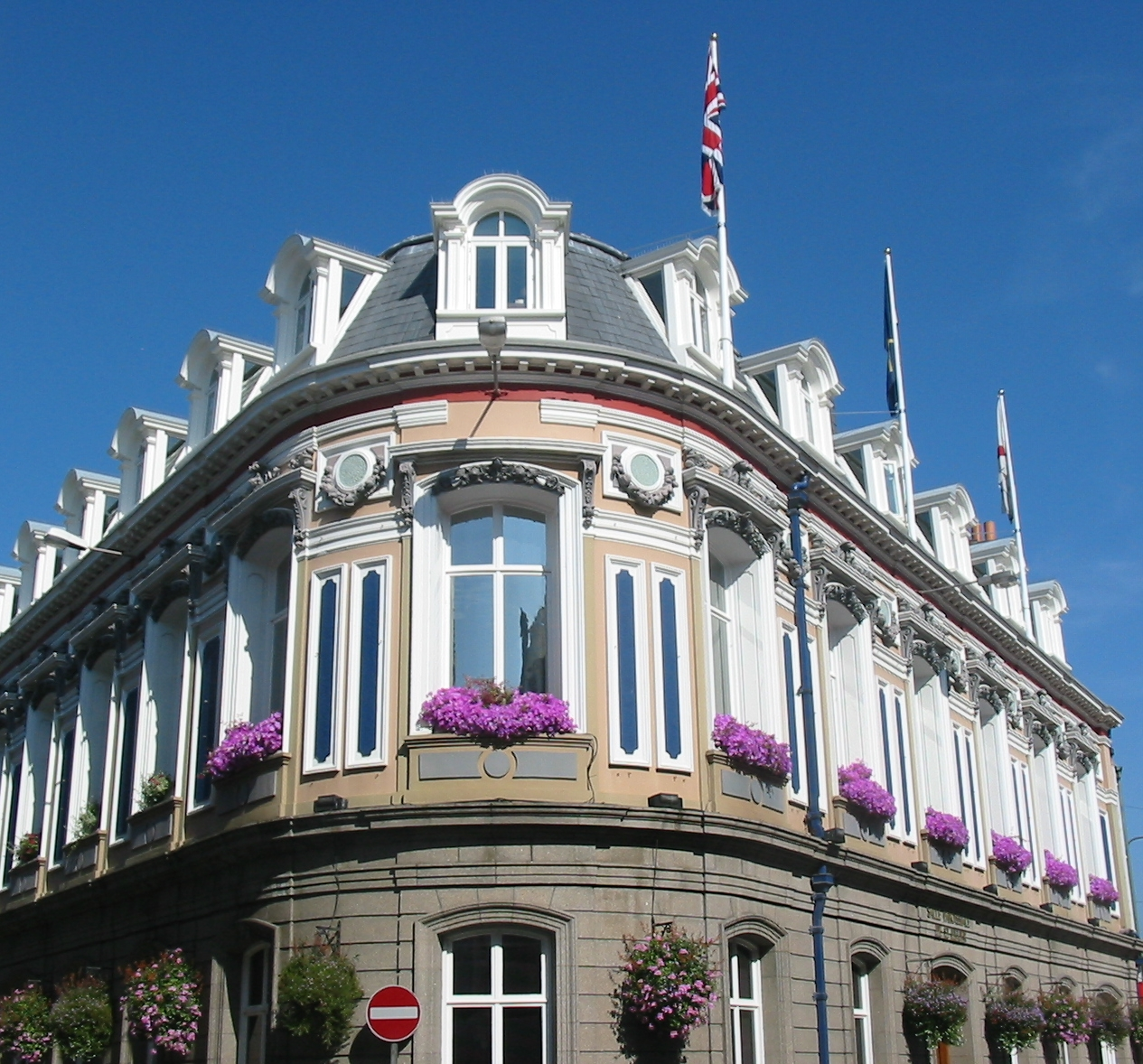
La seu de l'administració municipal de St. Helier

La ‘’parish’’ és dividida en vingtaines:
- La Vingtaine de la Ville
  - Canton de Bas de la Vingtaine de la Ville
  - Canton de Haut de la Vingtaine de la Ville
- La Vingtaine du Rouge Bouillon
- La Vingtaine de Bas du Mont au Prêtre
- La Vingtaine de Haut du Mont au Prêtre
- La Vingtaine du Mont à l'Abbé
- La Vingtaine du Mont Cochon

## Demografia
Saint Helier és la més poblada de les parròquies de Jersey, amb 28,310 residents el 2001.
| 28123                      | 27523 | 28310 |
| Estadístiques des del 1991 |       |       |

## Política
Electoralment, la parròquia és dividida en 4 districtes.
- St. Helier No. 1 (la Vingtaine de la Ville) escull 3 diputats
- St. Helier No. 2 (comprèn la Vingtaine de Bas du Mont au Prêtre i la Vingtaine de Haut du Mont au Prêtre) escull 3 diputats
- St. Helier No. 3 (comprèn la Vingtaine du Rouge Bouillon i la Vingtaine du Mont à l'Abbé)
- St. Helier No. 4 (comprèn la Vingtaine du Mont Cochon)